# Nadsoniella nigra
Nadsoniella nigra är en svampart som beskrevs av Issatsch. 1914. Nadsoniella nigra ingår i släktet Nadsoniella och familjen Herpotrichiellaceae.   Inga underarter finns listade i Catalogue of Life.